# 廃寺

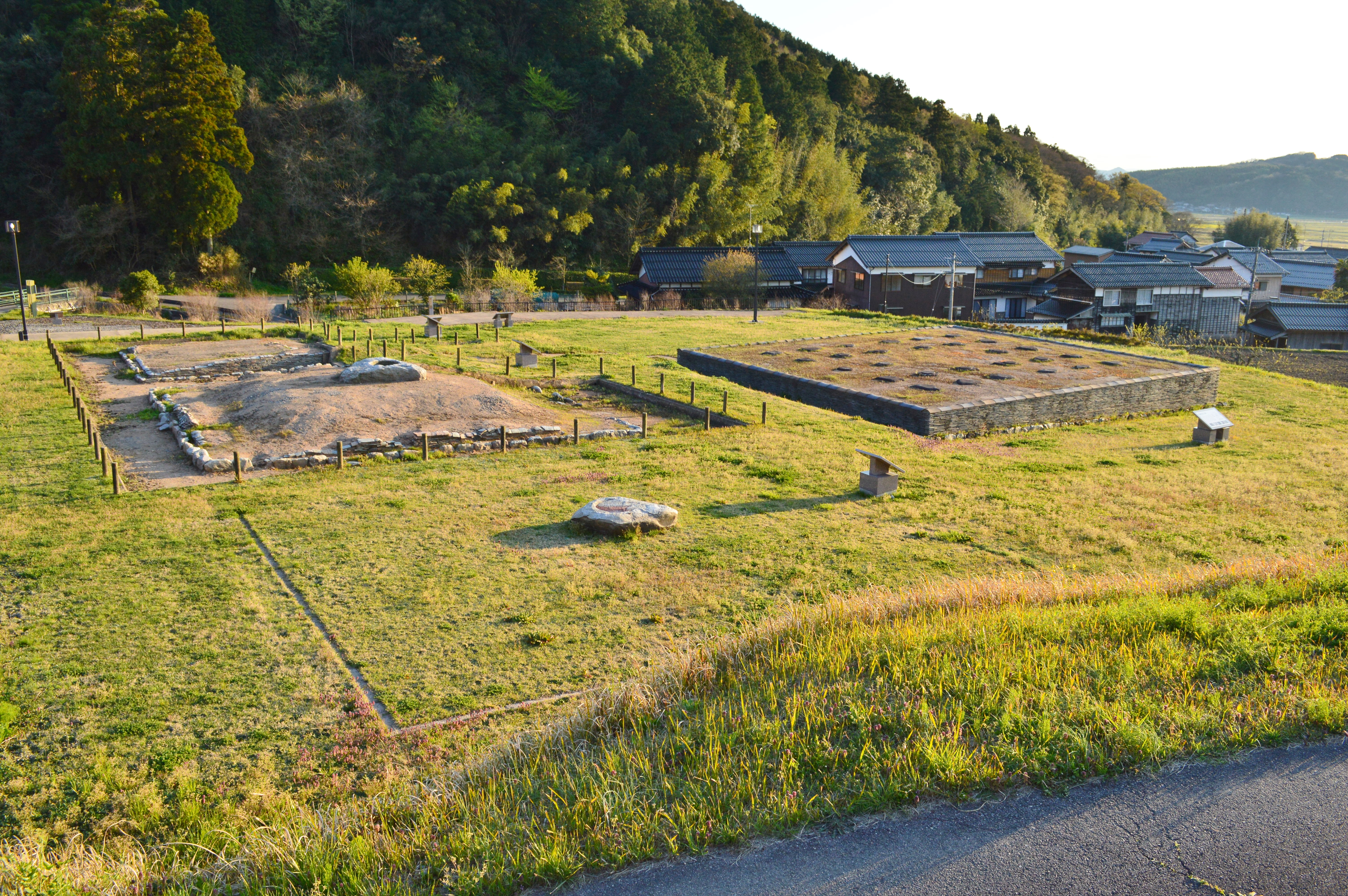
鳥取県米子市にある上淀廃寺の伽藍跡全景

廃寺（はいじ）は、仏教関連用語の一つ。本義としては「廃止された仏教寺院」を指す語であるが、他宗教の施設についても用いられることがある。考古学では「〇〇廃寺」のように寺院跡の遺跡を示す呼称として用いられる。

## 概説
廃寺とは「廃止された仏教寺院」のことである。政策や社会情勢を理由とした廃止（例：廃仏毀釈、文化大革命による宗教弾圧）、経済的事情による廃止、天災や人災、戦争などによって施設が破壊されたのちの、再建が叶わなかったことによる結果的な廃止（廃墟化）、信者や地域住民といった担い手を失ったことによる廃墟化・遺跡化（例：ガンダーラ地方の寺院遺跡。13世紀のモンゴル軍による戦禍）など、廃止される事由はさまざまである。ただし、ここに示したものは後者であればあるほど、それらは「廃墟」であり、「遺跡」であって、「廃寺」と表現されることは少なくなる。
また、道教やインドの諸宗教、ゾロアスター教、ユダヤ教、キリスト教、イスラム教等々、仏教以外の宗教施設を「寺院」と呼ぶことがあり（cf. 寺院#仏教以外の宗教の寺院）、キリスト教など一部宗教では修行者（修道者）を「修道僧」「僧」「尼僧」などと呼ぶことがあるのと同じく、適当な漢訳語が無いことから、廃止された、または、廃墟化・遺跡化したそのような宗教施設を、漢字文化圏で「廃寺」と呼ぶことも珍しくない。

## 歴史上の廃寺
ここでは、著名な廃寺を始め、特筆すべき廃寺について記す。
日本
- 現・恵日寺（慧日寺跡）：福島県磐梯町磐梯。807年（大同2年）に徳一大師によって開かれるが徐々に荒廃して廃寺。明治時代に「恵日寺」として再興され、廃寺の遺構は「慧日寺跡」として国の史跡に指定されている。
- 明科廃寺 ：長野県安曇野市明科中川手。7世紀末から8世紀初頭（白鳳時代）の創建。
- 現・片山廃寺跡 ：静岡県静岡市駿河区大谷。8世紀後期の創建。10世紀前期に廃絶。
- 日吉廃寺跡：静岡県沼津市に位置する古代寺院跡の遺跡、所在地は、同市大岡日吉長者町・伝馬町・富士見町。沼津市の市指定文化財に指定されている。
- 大山峰 正福寺（通称・大山寺） ：現・大山廃寺跡（愛知県小牧市大山）。7世紀後期の創建。15世紀半ばに廃絶。
- 衣川廃寺（跡） ：滋賀県大津市衣川。
- 中川寺 ：現・中川寺跡（奈良県奈良市中ノ川）。実範により創立され、南都における鎌倉時代の戒律復興の中核であった寺。
- 現・吉備池廃寺跡 ：所在地は奈良県桜井市吉備。7世紀前期の創建説（百済大寺説）あるも不明。廃絶時期も不明。
- 山田寺 ：7世紀半ばの創建。鎌倉時代までは寺院として機能していたようである。仏頭（国宝）が興福寺に伝わり、また1982年に東回廊が発掘され、重要文化財となった。現在は明日香村の岡寺の末寺となって（大化山 山田寺）として再興された。所在地は奈良県桜井市山田。国の特別史跡に指定されている。
- 粟原寺（おうばらでら）：奈良県桜井市粟原にかつてあった寺。談山神社が所蔵する『粟原寺三重塔伏鉢』（国宝）に刻まれた銘文によって、寺の由緒がはっきりとしている（伏鉢とは、仏塔の上部にある相輪の一部）。国の史跡に指定されている。
- 現・上淀廃寺跡 ：鳥取県米子市淀江町（cf.）。7世紀後期の創建。11世紀前期に焼失し、廃絶。

日本以外の仏教圏
仏教圏以外